# B3GAT3
Галактозилгалактозилксилозилпротеин-3-бета-глюкуронозилтрансфераза типа 3 (англ. Galactosylgalactosylxylosylprotein 3-beta-glucuronosyltransferase 3; B3GAT3) — мембранный белок, фермент из семейства глюкуронозилтрансфераз, продукт гена человека B3GAT3 . Участвует в синтезе глюкозаминогликанов.

## Функции
Белок гена B3GAT3 входит в семейство глюкуронозилтрансфераз. Ферменты этого семейства обладают высокой специфичностью по отношению к акцептору, они распознают невосстановляемые конечные группы сахаров и их аномерные связи. B3GAT3 катализирует реакцию переноса глюкуронила на последнем этапе биосинтеза протеогликанов и, таким образом, играет ключевую роль в образовании связи глюкозаминогликан-белок.

## Тканевая локализация
Белок экспрессирован с низкой степенью во всех тканях.

## Структура
Продукт гена B3GAT3 состоит из 335 аминокислот, молекулярная масса 37,1 кДа. Активный центр содержит Mn2+. Гомодимер, соединённый дисульфидной связью. Взаимодействует с 2-фосфоксилозофосфатазой PXYLP1.